# Labenne
 Labenne  (en occitano La Vena) es una población y comuna francesa, situada en la región de Aquitania, departamento de Landas, en el distrito de Dax y cantón de Saint-Vincent-de-Tyrosse . El pequeño balneario de Labenne Océan se encuentra al oeste del pueblo al orillas del Océano Atlántico (playa vigilada) en la Costa de Plata . Limita al norte con Capbreton , al este con Orx , al sur con Ondres y al oeste con el océano Atlántico .

## Demografía
| 1256 | 1422 | 1753 | 2120 | 2884 | 3345 |
| Para los censos de 1962 a 1999 la población legal corresponde a la población sin duplicidades (Fuente: INSEE [Consultar]) |      |      |      |      |      |